# Chromatomyia compta
Chromatomyia compta este o specie de muște din genul Chromatomyia, familia Agromyzidae, descrisă de Spencer în anul 1986. Conform Catalogue of Life specia Chromatomyia compta nu are subspecii cunoscute.